# 河内守国助
河内守 国助（かわちのかみ くにすけ）は、江戸時代の摂津国の刀工。
伊勢国で生まれた。
初代和泉守国貞とともに大坂新刀黎明期の優れた刀工。作柄としては、地鉄は小杢目、刃文は錵出きの華やかなものが多い。
同銘が三代続く。二代目河内守国助は通称「中河内」と呼ばれ、拳形丁子という独特の刃文を焼き、おおいに人気を博した。